# Flavius Betto

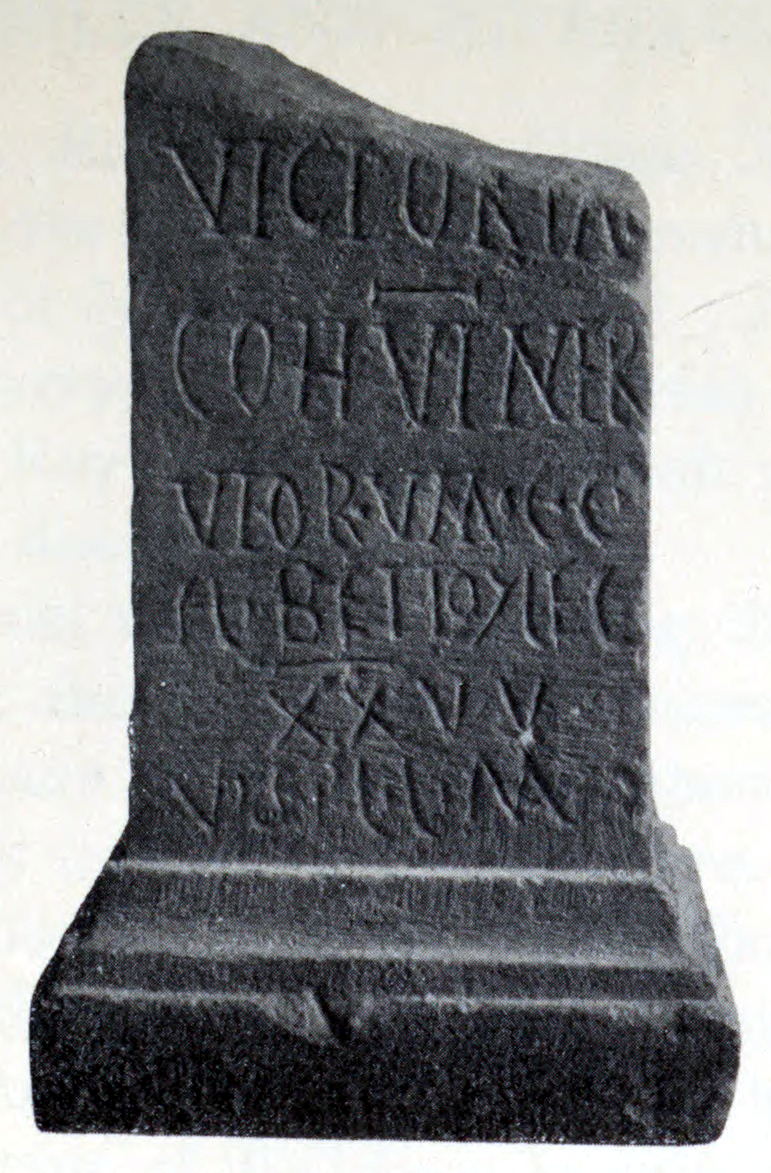
Der Altar mit der Inschrift

Flavius Betto (sein Praenomen ist nicht bekannt) war ein im 2. Jahrhundert n. Chr. lebender Angehöriger der römischen Armee.
Durch eine Weihinschrift, die bei Rough Castle (etwas östlich von Bannockburn gelegen) gefunden wurde, ist belegt, dass Betto Centurio der Legio XX Valeria Victrix war. Aus der Inschrift geht auch hervor, dass er vorübergehend Kommandeur (cuius curam) der Cohors VI Nerviorum war.
Beide Einheiten waren zu diesem Zeitpunkt in der Provinz Britannia stationiert. Laut Stephen James Malone, John Spaul und Roman Inscriptions of Britain war Betto acting commander der Kohorte, d. h., er hatte anstelle des eigentlichen Kommandeurs vorübergehend das Kommando über die Kohorte inne.
Die Inschrift wird bei der Epigraphik-Datenbank Clauss-Slaby (EDCS) und bei der Epigraphischen Datenbank Heidelberg (EDH) auf 138/161 datiert.